# Protorma costifera
Protorma costifera là một loài bọ cánh cứng trong họ Cerambycidae.